# Uropsilus andersoni
Uropsilus andersoni là một loài động vật có vú trong họ Talpidae, bộ Soricomorpha. Loài này được Thomas mô tả năm 1911.